# イム・スルレ
イム・スルレ（임순례、1960年 - ）は、韓国の映画監督・脚本家。漢陽大学校英語英文学科卒業、漢陽大学校大学院演劇映画科修了、フランス・パリ第8大学映画視聴覚専攻修了。

## フィルモグラフィ

### 監督
- 雨中散策（朝鮮語版）（1994年） - 兼 脚本・制作　※短編映画
- 三人の友達（朝鮮語版）（1996年） - 兼 企画・脚本・制作
- ワイキキ・ブラザーズ（朝鮮語版）（2001年） - 兼 脚本
- もしあなたなら〜6つの視線「彼女の重さ」（朝鮮語版）（2003年）- 兼 脚本　※オムニバス映画
- 私たちの生涯最高の瞬間（2008年） - 兼 脚色
- 飛べ、ペンギン（朝鮮語版）（2009年） - 兼 脚本
- 牛と一緒に7泊8日（朝鮮語版）（2010年） - 兼 脚本
- ごめんね、ありがとう（朝鮮語版）（2011年） - 兼 脚本・制作
- サウスバウンド（2013年）
- 提報者 〜ES細胞捏造事件〜（2014年）
- リトル・フォレスト 春夏秋冬（2018年）

### 制作
- 微笑（2003年、パク・キョンヒ監督）
- ロマンス・ジョー（2011年、イ・グァングク監督）

### 出演
- 20のアイデンティティ 大きな木の下で～異共（2004年、パク・キョンヒ監督）　※特別出演
- 5つの視線「男だからお分かりでしょう?」（2005年、リュ・スンワン監督） - 健康な姉さん 役　※特別出演

## 受賞歴
- 1994年度 - 『雨中散策』
  - ソウル短編映画祭 最優秀作品賞
  - ソウル短編映画祭 最優秀批評家賞
- 1996年度 - 『三人の友達』
  - 釜山国際映画祭 評論家選定 NETPAC賞
- 2001年度 - 『ワイキキ・ブラザーズ』
  - 第38回百想芸術大賞 映画部門 作品賞
  - 第9回春史大賞映画祭 今年の脚本賞
  - 第21回韓国映画評論家協会賞 監督賞
- 2008年度 - 『私たちの生涯最高の瞬間』
  - 第29回青龍映画賞 最優秀作品賞
  - 第44回百想芸術大賞 映画部門 作品賞
  - 第18回釜日映画祭 ユ・ヒョンモク映画芸術賞
  - 第10回ソウル国際女性映画祭 パク・ナモク映画賞
  - 第9回釜山映画評論家協会賞 審査員特別賞
  - 女性映画人祭 今年の女性映画人賞
- 2009年度 - 『飛べ、ペンギン』
  - 東正津独立映画祭 チリンチリン銅銭賞
- 2018年度 - 『リトル・フォレスト 春夏秋冬』
  - 第38回韓国映画評論家協会賞 ヨンピョン11選
  - 第18回ディレクターズ・カット・アワード 今年の特別言及
  - 第5回韓国映画制作者協会賞 監督賞